# 短刀格斗
短刀格斗 (英语：Knife fight) 也称匕首格斗是使用短小刀具进行的近战格斗技术。在历史上，短刀被广泛用于个人防卫、战争和作为武术训练的一部分。短刀的长度通常不超过一尺（约30厘米），这使得它在近距离战斗中非常灵活和危险。
短刀格斗的特点在于其快速、直接和致命的攻击能力，通常目标是对手的要害部位，如頸部、軀幹或其他容易造成严重伤害的区域。由于短刀的尺寸和重量相对较小，它允许使用者迅速变换握持方式和攻击角度。

## 方式
- 刺或捅：快速直刺对手的要害部位。
- 割或剌：利用刀刃对肢体或其他部位进行快速划砍。
- 钩：使用短刀的钩状部分钩住对手的武器或肢体，进行控制或拖拽。
- 反握：改变握刀方法，以便进行更隐蔽或不同角度的攻击。
- 格挡：使用短刀挡开或引导对手的攻击，同时快速反击。